# الدرج الحلزوني (فلم 1946)
الدرج الحلزوني (بالإنجليزية: The Spiral Staircase) فيلم رعب نفسي أمريكي لعام 1946  من إخراج روبرت سيودماك وبطولة دوروثي ماكجوير، وجورج برنت، وإثيل باريمور. الفيلم مقتبس من رواية إثيل لينا وايت البريطانية «يجب على بعض الأشخاص المشاهدة» (1933) لكاتب السيناريو ميل دينيلي، ويتبع الفيلم امرأة شابة بكماء في بلدة فيرمونت في أوائل القرن العشرين يروعها قاتل متسلسل يستهدف النساء المعاقات. تم إعداد الرواية لإنتاج إذاعي من بطولة هيلين هايز قبل أن تصل إلى الشاشة. عرض الفيلم لأول مرة في مدينة نيويورك في 6 فبراير 1946. تلقت باريمور عن أدائها في الفيلم، ترشيحًا لجائزة الأوسكار لأفضل ممثلة مساعدة.

## طاقم التمثيل
دوروثي ماكجواير: في دور هيلين
جورج برنت: في دور البروفيسور ألبرت وارين
اثيل باريمور: في دور السيدة وارن
كينت سميث: في دور دكتور باري
جوردون أوليفر: في دور ستيفن وارين
روندا فليمنج: في دور بلانش
إلسا لانشيستر: في دور السيدة أوتس
سارة اللجود: في دور الممرضة باركر
ريس ويليامز: في دور السيد أوتس
جيمس بيل: في دور كونستابل
إرفيل ألدرسون: في دور دكتور هارفي
روبرت سيودماك: في دور «عين القاتل»

## أحداث الفيلم
تدور الأحداث في قرية صغيرة في ولاية فيرمونت، في عام 1906، حيث تحضر هيلين (دوروثي ماكجواير) البكماء عرض فيلم صامت في ردهة نزل محلي. أثناء العرض، تقُتل امرأة مشلولة تقيم في النزل، في غرفتها على يد رجل يختبئ في الخزانة؛ وقتلها هو الثالث في سلسلة من عمليات القتل المتسلسلة. يساعد الدكتور باري (كينت سميث) صديقته هيلين للعودة لمنزل وارن، وهو عقار كبير خارج المدينة حيث تعمل هيلين كمرافقة مقيمة للسيدة وارين (اثيل باريمور) طريحة الفراش، ويقيم في المنزل أيضًا ربيب السيدة وارين ألبرت (جورج برنت)، وهو أستاذ محلي؛ وابنها ستيفن (جوردون أوليفر)، والموظفون المقيمون: السيدة أوتس (إلسا لانشيستر)، مدبرة المنزل؛ وزوجها السيد أوتس (ريس ويليامز)، والسكرتيرة بلانش (روندا فليمنج) التي لها علاقة مع ستيفن؛ والممرضة باركر (سارة اللجود).
تصعد هيلين الممر، بينما يراقبها شخص يرتدي عباءة من الغابة. تتحدث هيلين مع السيدة أوتس عن القتيلة المشلولة، وتعرب عن خوفها.
تكتشف الممرضة باركر أن زجاجة من الأثير مفقودة.
تسأل بلانش هيلين إذا كان بإمكانها المغادرة معها في تلك الليلة، وتوافق هيلين، وتذهب بلانش إلى الطابق السفلي لأخذ حقيبتها، حيث تتعرض للهجوم والقتل. تكتشف هيلين جثة بلانش، وتحاول إيقاظ السيدة أوتس، وتحاول أيضاً الاتصال بالدكتور باري، لكنها بالطبع غير قادرة على التحدث إلى عامل الهاتف.
يجد ألبرت أن هيلين في حالة رعب، وتكتب على مفكرة أن بلانش قد قُتلت، وبينما يتابع هيلين صعودًا السلم إلى غرفة السيدة وارين، يعترف ألبرت بقتل بلانش بدافع الغيرة، ويكشف عن نفسه على أنه القاتل المتسلسل، معلناً أن هدفه هو قتل «الضعفاء والناقلين في العالم». تهرب هيلين في حالة من الرعب، وتحبس نفسها في غرفة نوم السيدة وارين، حيث تجدها فاقدة الوعي. يصل شرطي إلى المنزل، ويستقبله ألبرت عند الباب؛ ويترك الشرطي رسالة إلى هيلين لإعلامها بأن الدكتور باري غير قادر على العودة في تلك الليلة، وأنه سيتعين عليهما الذهاب إلى بوسطن في اليوم التالي. تحاول هيلين لفت انتباه الشرطي عن طريق تحطيم نافذة غرفة النوم، ولكنه لا يستطيع سماعها وسط الرياح والرعد. تعود هيلين إلى الطابق السفلي، وتجد ألبرت ينتظر مختبئًا. يطاردها وهي تصعد الدرج إلى الطابق الثاني، لكن السيدة وارين تقابلهما بمسدس، وتطلق النار على صدر ألبرت عدة مرات، ليسقط ميتاً، وفي خضم إطلاق النار، تصرخ هيلين في رعب، وتتصل بمكالمة عاطفية للدكتور باري، وهي الآن قادرة على التحدث بشكل كامل.

## التحليل
تعرض «الدرج الحلزوني» لنقد سينمائي كبير ومناقشات أكاديمية، لا سيما فيما يتعلق بالدعم البصري للفيلم (عنصر سردي متكرر يدعم موضوع القصة)، ومزيج الرعب، والفيلم الأسود (فيلم نوار). على الرغم من أن الصحافة المعاصرة وصفته بأنه «قصة حب غامضة»، فقد لاحظ النقاد المعاصرون الفيلم بسبب عناصر الرعب القوطية (الغامضة، المرعبة، الكئيبة) البارزة فيه. كما تم الاستشهاد به كواحد من أسلافه العديدة لأفلام «المشرح» (نوع فرعي من أفلام الرعب التي تنطوي على قاتل يقتل مجموعة من الناس، عادة باستخدام أدوات ذات شفرة)، وعلى وجه التحديد لممثليه المتمركزين حول الإناث، والتصوير السينمائي لوجهات النظر المنتشرة خلال المشاهد التي يطارد فيها القاتل ضحاياه.
لاحظت الباحثة السينمائية آمي غولدن العديد من التلميحات المرئية المهمة في الفيلم، مثل الفيلم التجريبي عام 1929 «كلب أندلسي» للمخرج الإسباني لويس بونويل والفنان التشكيلي سلفادور دالي، وفيلم المخرجة التجريبية مايا ديرين عام 1943 «شبكات العصر»، وتستشهد غولدن بالفيلم باعتباره «مثالاً جوهريًا على رعب الأربعينيات». اقترحت هذه الفكرة أيضًا الباحثة السينمائية آمي لورانس في كتابها الصادر عام 1991 «صدى ونرجسيات: أصوات النساء في سينما هوليوود الكلاسيكية».

## صدور الفيلم واستقباله
عرض الفيلم لأول مرة في مدينة نيويورك في 6 فبراير 1946. تبع ذلك صدور الفيلم إلى دور العرض في مدن مختلفة في جميع أنحاء الولايات المتحدة، وخلال تلك العروض من أواخر الشتاء وأوائل الربيع من عام 1946، تمكن الفيلم من تحقيق 885000 دولار.
منح موقع الطماطم الفاسدة الفيلم تقييماً مقداره 87% بناءاً على آراء 23 ناقداً سينمائياً.
كتبت مجلة فارايتي: «هذا إنتاج سلس لقصة قتل واضحة، على الرغم من التشويق والإثارة، تم تمثيلها وإخراجها ببراعة. الحالة المزاجية والإيقاع تم ضبطهما جيدًا، وتسيطر القصة بالكامل».
كتب بوسلي كروثر من صحيفة نيويورك تايمز: «هذا هو أمر مثير للصدمة وبسيط، وأي ادعاءات تتعلق بالدراما النفسية يمكن اعتبارها مجرد تنازل عن خيال شائع حاليًا».
كتبت الجريدة اليومية المسائية الأمريكية «مطبعة بيتسبرغ Pittsburgh Press»: «ميلودراما الدم والرعد... تم إجراؤه بشكل جيد إلا أنه يميل إلى أن يكون مملاً في بعض الأحيان بدلاً من ان يسبب التوتر، لذا فهو يسير على مهل بحيث يعمل على إثارة قدر كبير من التشويق».
كتبت الصحيفة اليومية «بياتريس ديلي صن Beatrice Daily Sun»: «حبكة بارعة ونجاح فريق عمل رائع يميزان فيلم الدرج الحلزوني مع اعتبار الفيلم في النهاية ملفتًا للانتباه».
كتبت الصحيفة اليومية كورفيلس جازيت تايمز Corvallis Gazette-Times: «الفيلم هو واحدة من أهم الأعمال الدرامية للغموض في الموسم... ان هذه المسرحية الإذاعية التي تقع في مدينة نيو إنجلاند في مطلع القرن... يتصاعد التشويق مع اقتراب الخطر من البطلة التي لا حول لها ولا قوة، والتي هي غير قادرة على الهروب من عائلة صاحب عملها المخيفة. ان ذروتها رائعة في تأثيرها، وجعلت الجمهور لاهثًا ومتوترًا».
منح المؤلف والناقد السينمائي المعاصر ليونارد مالتين الفيلم ثلاثة ونصف من أصل أربعة نجوم محتملة، واصفاً الفيلم بأنه «فيلم تشويق رائع يشبه هيتشكوك مع أداء لا يُنسى من ماكغواير».
أشادت بولين كاييل بتأسيس الفيلم لشخصيات، مشيرة إلى أنه «يحتوي على كل الزخارف من هذا النوع... لكن السيكوباتيين هم أناس طيبون المظهر، وهذا، بالإضافة إلى الاتجاه الماهر والسريع، يجعل الرعب مقنعًا».
كتبت مقالة نُشرت في دليل أفلام مجلة «تايم أوت» تقول: «فيلم مثير، ورائع... لم يكن بإمكان هيتشكوك تقديم إتقان أفضل».
أشاد الباحث السينمائي أندرو سبايسر بالتصوير السينمائي للفيلم، واصفا إياه بأنه: «أجمل أفلام المخرج سيودماك الذي يسير بخطى رائعة مع التشويق الذي يتراكم بثبات في شدته بمساعدة التصوير السينمائي التعبيري لنيكولاس موسوراكا».
أطلق الناقد توم ميلن من مجلة تايم أوت على الفيلم: «أحد روائع النمط القوطي بلا شك».
ترشحت إثيل باريمور لجائزة أفضل ممثلة مساعدة في حفل توزيع جوائز الأوسكار التاسع عشر.

## وصلات خارجية
https://www.imdb.com/title/tt0038975/ الدرج الحلزوني (فيلم 1946)
https://www.allmovie.com/movie/v46095 الدرج الحلزوني (فيلم 1946)
https://www.tcm.com/tcmdb/title/345408/the-spiral-staircase#overview الدرج الحلزوني (فيلم 1946)
https://catalog.afi.com/Catalog/moviedetails/24977 الدرج الحلزوني (فيلم 1946)
https://www.rottentomatoes.com/m/1019625-spiral_staircase الدرج الحلزوني (فيلم 1946)
https://ia800909.us.archive.org/24/items/ScreenDirectorsPlayhouse/SDP_49-11-25_ep044-Spiral_Staircase.mp3 الدرج الحلزوني (فيلم 1946)